# Droits LGBT en 1999
Ceci est une liste d'événements notables dans l'histoire des droits LGBT ayant eu lieu en 1999.

## Événements
- L'État du Nevada interdit la discrimination fondée sur l'orientation sexuelle dans le secteur privé[1].
- Le gouverneur de l'Ohio, Bob Taft, annule un décret de 1984 mis en place par le gouverneur de l'époque, Dick Celeste, qui interdisait la discrimination fondée sur l'orientation sexuelle dans le secteur public.
- La ville de San Jose en Californie, interdit la discrimination en matière d'emploi fondée sur l'orientation sexuelle dans le secteur privé.

### Février
- 15 -  Stephen Brady et son partenaire Peter Stephens deviennent le premier couple d'ambassadeurs homosexuels officiellement reconnu au monde lorsque Brady, accompagné de Stephens, a présenté ses lettres de créance en tant qu'ambassadeur d'Australie au Danemark à la reine Margrethe II de Danemark[2].
- 28 – Au Royaume-Uni, la Queer Youth Alliance est fondée, devenant la première organisation de défense des droits des homosexuels « dirigée par des jeunes ».

### Mars
- 29 – En Nouvelle-Zélande, les modifications de la loi sur l'immigration approuvées par le cabinet en 1998 accordent aux couples homosexuels et lesbiens les mêmes droits qu'aux couples hétérosexuels demandant de facto la résidence permanente dans la catégorie couple. Avant ce changement, les couples gays et lesbiens passaient deux fois plus de temps à attendre pour une résidence que les couples hétérosexuels. Scott Fack et Noel Turner étaient les icônes de ce changement à travers les médias homosexuels, y compris Express Newspaper et l'émission de télévision Queer Nation.

### Juillet
- 12 - Au Chili, le Congrès national a dépénalisé la sodomie[3].

### Septembre
- 14 – Le gouverneur de l'Iowa,Tom Vilsack, publie un décret interdisant la discrimination fondée sur l'orientation sexuelle ou l'identité de genre dans le secteur public[4].
- 27 – La Cour européenne des droits de l'homme juge que le licenciement par le Royaume-Uni du personnel militaire homosexuel est une violation des droits de l'homme, bien que la Cour n'ait pas le pouvoir de lever unilatéralement ce licenciement[5].

### Octobre
- 2 – Le gouverneur de Californie, Gray Davis, signe trois projets de loi sur les droits des homosexuels. Le premier interdit le harcèlement des étudiants et des enseignants homosexuels dans les écoles publiques de l'État. Le second crée un nouveau registre des partenariats nationaux à l'échelle de l'État. Le troisième interdit la discrimination en matière d'emploi et de logement sur la base de l'orientation sexuelle[6].
- 13 – En France, l'Assemblée nationale accorde aux couples mixtes et homosexuels non mariés les mêmes droits qu'aux couples mariés.
- 15 – Le Washington Times rapporte que George W. Bush a assuré aux partisans conservateurs qu'il ne nommerait « sciemment » aucun homosexuel comme ambassadeur ou chef de département dans son administration s'il était élu président.
- 15-17, Première festival international de Drag King en Ohio.
- 22 – Boeing commence à offrir des prestations de santé à ses partenaires nationaux[7].
- 27 – 
  - Le gouvernement de la province canadienne de l' Ontario modifie 67 lois pour donner aux couples de même sexe les mêmes droits qu'aux couples mariés.
  - La quatrième cour d'appel de San Antonio, Texas, statue dans qu'une femme transgenre postopératoire restait légalement de sexe masculin et, par conséquent, son mariage avec un homme biologique était invalide[8].

### Novembre
- 1 – Nancy Katz devient la première juge ouvertement lesbienne de l'État de l'Illinois[9].
- 3 – Aaron McKinney est reconnu coupable du meurtre homophobe de Matthew Shepard . Il est condamné à deux peines consécutives de prison à vie.

### Décembre
- 2 – Dans l'affaire de la National Coalition for Gay and Lesbian Equality contre le Ministère des Affaires intérieures, la Cour constitutionnelle d'Afrique du Sud étend les avantages de l'immigration des conjoints aux partenaires dans des relations homosexuelles permanentes[10].
- 7 - Le comité scolaire du comté d'Orange, en Californie, vote à l'unanimité le rejet de la formation d'une alliance homosexuelle au lycée El Modena.
- 9 – À la lumière de l'adoption de l'amendement 2, la Cour suprême d'Hawaï statue dans Baehr v. Miike qu'il n'est plus inconstitutionnel pour l'État de ne pas délivrer de licences de mariage aux couples de même sexe[11].
- 20 – Dans Baker c. Vermont, la Cour suprême du Vermont ordonne à la législature de l'État d'élaborer une loi pour donner aux couples de même sexe des droits identiques aux couples mariés[12].